# 加斯東·德·奧爾良

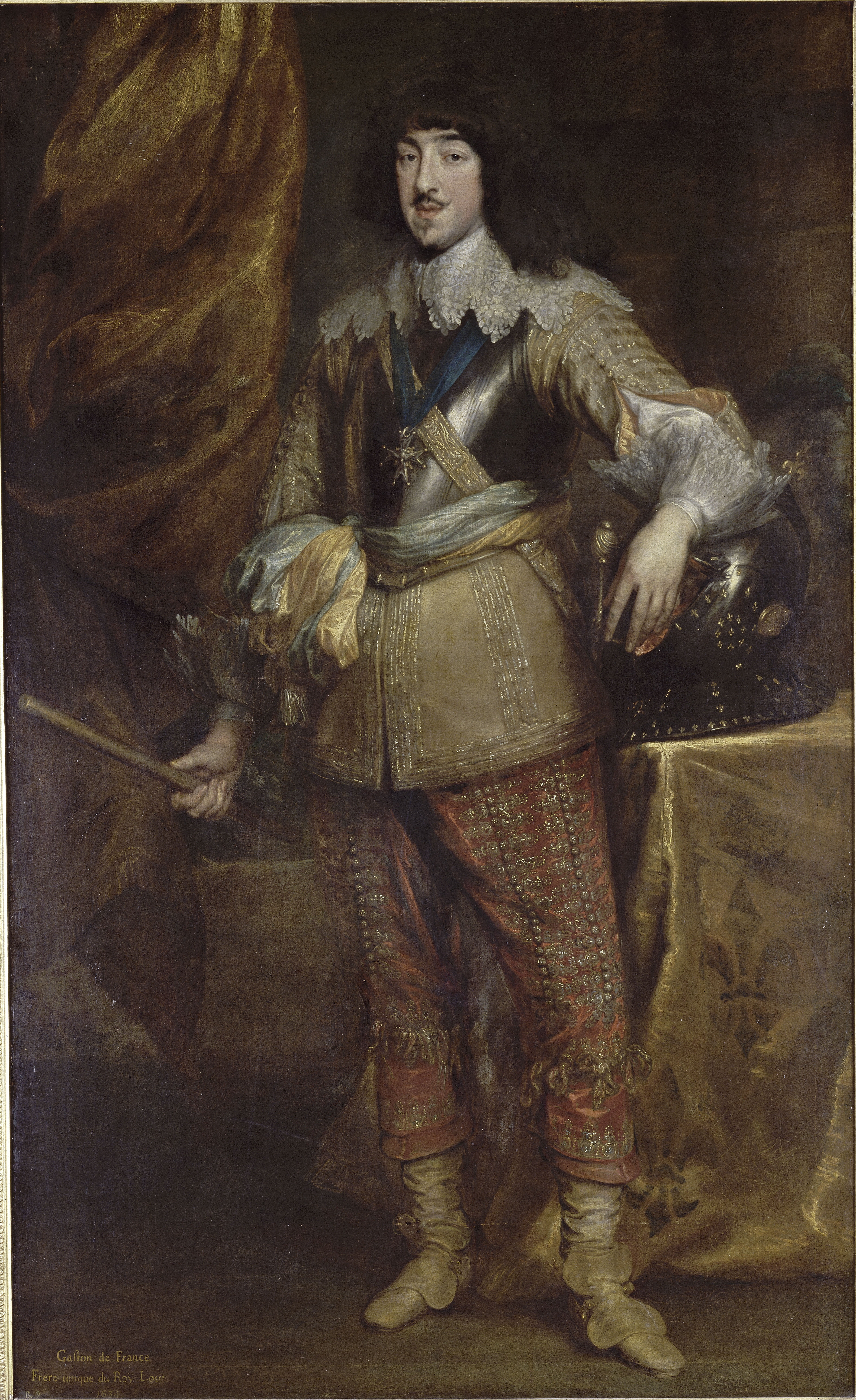
奥尔良公爵加斯东

奥尔良公爵加斯东·让-巴蒂斯特（法語：Gaston Jean-Baptiste, Duc d'Orléans；1608年4月25日—1660年2月2日）是法国亲王和国务活动家，是法国国王路易十三的亲弟弟。

## 生平
加斯东·让-巴蒂斯特为法国国王亨利四世的第三子，生于枫丹白露。他的母亲是玛丽·德·美第奇。他在出生后就获得安茹公爵爵位，后在1626年被转封为奥尔良公爵（同时还获得布卢瓦伯爵和沙特尔伯爵等称号）。1628年，他被兄长路易十三任命为名义上的指挥官，监督法军围攻被新教徒占据的拉罗歇尔（实际主持这场拉罗歇尔之圍战役的是法国首相黎塞留）。
加斯东很早就卷入一系列政治斗争之中。首先是在1622年，玛丽·德·美第奇（加斯东与路易十三之母，当时任法国摄政）与黎塞留强行安排加斯东与蒙庞西耶领地女继承人玛丽·德·波旁（后来成为他的第一任妻子）的婚姻，导致他与当权者发生矛盾。1624年，黎塞留剥夺了玛丽·德·美第奇的摄政权力并将其赶出宫廷。加斯东获知此事后在朗格多克聚集一班贵族发动叛乱反对黎塞留，以支持其母。但叛乱者的军队很快被王军击溃，加斯东被迫逃往佛兰德。在与其兄路易十三和解后，加斯东获准返回法国。1632年，他与洛林公爵小姐玛格丽特·德·洛林在南锡秘密结婚（此时玛丽·德·波旁已去世）。1635年，他又发动暴乱反对黎塞留，结果再次被击败并被迫外逃，后来因向国王和黎塞留表示臣服而被宽赦。
由于无法消除宿怨，加斯东·让-巴蒂斯特不久又企图加害黎塞留。1642年，他唆使桑马尔斯侯爵亨利·夸菲耶·德·吕泽去谋杀黎塞留，阴谋败露后又卑鄙地抛弃了同伙。1643年路易十三去世，路易十四继位；加斯东于该年任法军统帅，在法国北部边境指挥与西班牙的战争（三十年战争的一部分）。1646年，他被封为阿朗松公爵。
在1648年开始的投石党运动中，加斯东表现出骑墙的态度，在斗争双方之间时而倒向这一方，时而倒向那一方。由于企图推翻黎塞留的继任者、新的法国首相马扎然，加斯东在1652年被流放到布卢瓦，并在那里一直生活到去世。

## 家庭
加斯东·让-巴蒂斯特结过两次婚。他的第一位妻子是蒙庞西耶公爵亨利·德·波旁的女儿玛丽·德·波旁，两人于1626年8月6日在南特成婚。玛丽去世于1627年。在第一位妻子去世后，加斯东于1632年再次结婚，对象是洛林公爵查理四世的女儿玛格丽特，两人于1632年1月31日在南锡举行婚礼。
玛丽·德·波旁为加斯东生有以下子女：
1. 安娜·玛丽·路易丝·德·奥尔良，蒙庞西耶女公爵，蒙庞西耶领地的继承人，人称“大郡主”，法国国务活动家

玛格丽特·德·洛林为加斯东生有以下子女：
1. 玛格丽特·路易丝
2. 伊丽莎白·德·奥尔良
3. 弗朗索瓦丝·玛德莱娜
4. 让·加斯东（夭折）
5. 玛丽·安娜 （夭折）